# Martin Brugger (Skeletonpilot)
Martin Brugger (* 6. Mai 1982) ist ein österreichischer Skeletonfahrer.
Martin Brugger startete als Student für den BSC Stubai. Er wird von Renato Bussola trainiert. Seit 2002 fährt er Skeleton. Sein internationales Debüt gab er im Rennen um die Tiroler Meisterschaft 2002, bei dem er Fünfter wurde. Im Dezember des Jahres fuhr er erstmals im Skeleton-Europacup in Winterberg und kam auf den siebten Platz. Die Junioren-Weltmeisterschaft 2003 in Königssee beendete der Österreicher auf Platz fünf. 2004 verpasste Brugger bei den nationalen Meisterschaften als Vierter nur knapp eine Medaille. 2005 gewann er Bronze bei der Universiade in Igls und wurde bei der Junioren-WM in Winterberg Vierter. Im Dezember erreichte der Innsbrucker mit dem zweiten Platz im Europacuprennen am Königssee sein bestes Resultat in diesem Wettbewerb. Daraufhin konnte er auf der Bahn kurz darauf sein Debüt im Skeleton-Weltcup geben und wurde schon im ersten Rennen Siebter. In der Gesamtwertung des Europacups belegte er hinter Jon Montgomery den zweiten Platz. Zur Saison 2006/07 rückte Brugger dauerhaft in den Skeleton-Weltcup auf und kam in seinem ersten Rennen in Calgary auf Platz 26. Doch konnte er in der Saison keine herausragenden Ergebnisse erreichen. Nach dem 13. Platz bei der Skeleton-Europameisterschaft 2007 am Königssee rutschte Brugger wieder in den Europacup und später in den neu geschaffenen Skeleton-Intercontinentalcup zurück. In beiden Wettbewerben erreichte der Österreicher zumeist Top-Ten-Platzierungen. In der Gesamtwertung des Europacups 2007/08 wurde Brugger Sechster. Zudem gewann er 2008 hinter Markus Penz und Matthias Guggenberger bei den österreichischen Staatsmeisterschaften die Bronzemedaille.